# Viola frank-smithii
Viola frank-smithii N.H.Holmgren – gatunek roślin z rodziny fiołkowatych (Violaceae). Występuje endemicznie w Stanach Zjednoczonych – w stanie Utah. 

## Morfologia
PokrójBylina dorastająca do 2–12 cm wysokości, tworzy kłącza.
LiścieBlaszka liściowa ma kształt od owalnego do deltoidalnego. Mierzy 1,1–2,9 cm długości oraz 0,7–2,9 cm szerokości, jest karbowana na brzegu, ma nasadę od sercowatej do ściętej i tępy wierzchołek. Ogonek liściowy jest nagi i ma 13–65 mm długości. Przylistki są lancetowate.
KwiatyPojedyncze, wyrastające z kątów pędów. Mają działki kielicha o równowąsko lancetowatym kształcie. Płatki są odwrotnie jajowate i mają różową barwę, dolny płatek jest odwrotnie jajowaty, mierzy 10-18 mm długości, z purpurowymi żyłkami, posiada obłą ostrogę o długości 2-3 mm.
OwoceTorebki mierzące 3-7 mm długości, o jajowatym kształcie.

## Biologia i ekologia
Rośnie na skarpach i terenach skalistych. Występuje na wysokości od 1600 do 2100 m n.p.m.